# Thirteen
Thirteen (stylizováno jako TH1RT3EN) je třinácté studiové album americké thrashmetalové skupiny Megadeth. Vydalo jej 1. listopadu 2011 hudební vydavatelství Roadrunner Records a jeho producentem byl Johnny K s frontmanem skupiny Davem Mustainem. V žebříčku UK Albums Chart se album umístilo na čtyřiatřicáté příčce; v Billboard 200 na jedenácté. V základní verzi album obsahuje celkem třináct skladeb, na japonské edici je navíc koncertní verze jedné z nich. Je to zároveň první album od roku 2001, kde znovu hraje David Ellefson

## Seznam skladeb
| Pořadí | Název                       | Autor                                                | Délka |
| ------ | --------------------------- | ---------------------------------------------------- | ----- |
| 1.     | Sudden Death                | Dave Mustaine                                        | 5:07  |
| 2.     | Public Enemy No. 1          | Mustaine, Johnny K                                   | 4:15  |
| 3.     | Whose Life (Is It Anyways?) | Mustaine, Johnny K                                   | 3:50  |
| 4.     | We the People               | Mustaine, Johnny K                                   | 4:33  |
| 5.     | Guns, Drugs, & Money        | Mustaine, Johnny K                                   | 4:19  |
| 6.     | Never Dead                  | Mustaine                                             | 4:32  |
| 7.     | New World Order             | Mustaine, Nick Menza, David Ellefson, Marty Friedman | 3:56  |
| 8.     | Fast Lane                   | Mustaine, Johnny K                                   | 4:04  |
| 9.     | Black Swan                  | Mustaine                                             | 4:10  |
| 10.    | Wrecker                     | Mustaine                                             | 3:51  |
| 11.    | Millennium of the Blind     | Mustaine, Johnny K, Friedman                         | 4:15  |
| 12.    | Deadly Nightshade           | Mustaine                                             | 4:55  |
| 13.    | 13                          | Mustaine, Johnny K                                   | 5:49  |

## Obsazení
Megadeth
- Dave Mustaine – zpěv, kytara
- Chris Broderick – kytara, doprovodné vokály
- David Ellefson – baskytara, doprovodné vokály
- Shawn Drover – bicí, perkuse, doprovodné vokály

Ostatní
- Chris Rodriguez – doprovodné vokály